# Siriki Dembélé
Ben Siriki Dembélé (* 7. September 1996 in Ouragahio) ist ein schottisch-ivorischer Fußballspieler, der aktuell beim AFC Bournemouth in der Premier League spielt.

## Karriere
Dembélé wuchs in der Elfenbeinküste auf, ehe er mit seiner Familie nach Govan zog, wo er bessere Möglichkeiten zum Fußballspielen hatte. Er besuchte in Glasgow die Lourdes Secondary School. Anschließend begann seine fußballerische Karriere in Schottland bei Dundee United, ehe er im Sommer 2012 zum Stadtrivalen FC Dundee wechselte. Dort spielte er drei Jahre lang und wechselte anschließend zu Ayr United. Nach nur einem Jahr wechselte er in die englische Nike Academy und ein Jahr später schloss er sich dem Viertligisten Grimsby Town an. Am 5. August 2017 (1. Spieltag) debütierte er in der Startelf gegen den FC Chesterfield, als er bei einem 3:1-Sieg direkt ein Tor auflegte. Am zwölften Spieltag schoss er bei einem 2:1-Sieg über Port Vale sein erstes Tor im Profibereich. In der gesamten Saison 2017/18 schoss er vier Tore in 36 Ligaeinsätzen. Im Dezember 2017 wurde er zum EFL Nachwuchsspieler des Monats gewählt.
Nach nur einer Saison dort wechselte er in die dritte englische Liga zu Peterborough United. Am ersten Spieltag der Spielzeit 2018/19 debütierte er für Peterborough in der League One gegen die Bristol Rovers. Nur zwei Wochen später schoss er bei einem 3:1-Sieg über Luton Town sein erstes Tor für den Klub und gab zudem eine Vorlage. Wettbewerbsübergreifend schoss er 2018/19 sieben Tore und legte weitere sieben Tore in 47 Partien. In der Spielzeit 2019/20 schoss er insgesamt sechs Tore und legte neun Tore auf, wofür er insgesamt 30 Einsätze brauchte. Am zehnten Spieltag der Folgesaison 2020/21 schoss er drei Tore und somit gelang ihm sein erster Hattrick seiner Karriere gegen Shrewsbury Town bei einem 5:1-Sieg. In der gesamten Saison gelangen Dembélé zwölf Tore und zwölf Vorlagen in 45 Einsätzen in der Liga, den beiden Pokalwettbewerben und der EFL Trophy. Mit seinem Verein schaffte er es als Vizemeister in die Championship aufzusteigen. In seinem ersten Zweitligaspiel am zweiten Spieltag der Saison 2021/22 wurde er eingewechselt und schoss gegen Derby County in der zehnten Minute der Nachspielzeit auch direkt sein erstes Tor in dieser Liga, womit er direkt den entscheidenden Treffer zum 2:1-Sieg erzielte.
Nach 24 Einsätzen, fünf Toren und zwei Vorlagen wechselte er in der Winterpause für knapp drei Millionen Euro zum Ligakonkurrenten AFC Bournemouth. Anfang Februar 2022 (31. Spieltag) wurde er gegen Birmingham City bei einem 3:1-Sieg eine halbe Stunde vor Schluss eingewechselt und kam somit das erste Mal im Trikot des AFC Bournemouth zum Einsatz. Nur drei Tage darauf (32. Spieltag) stand er gegen den FC Blackpool über die vollen 90 Minuten auf dem Platz und schoss in der Nachspielzeit auch sein erstes Tor und sicherte seinem Team so den 2:1-Sieg. Dort war er nicht besonders gesetzt und kam 13 Einsätzen, einem Tor und einer Vorlage. Auch mit Bournemouth stieg er auf, wieder als Zweiter, dieses Mal jedoch in die Premier League. Sein Premier-League-Debüt feierte er erst Mitte Oktober (12. Spieltag) nach später Einwechslung bei einer 0:1-Niederlage gegen den FC Southampton. Nach wenigen weiteren Einsätzen wurde er im Januar 2023 nach Frankreich an die AJ Auxerre verliehen. Dort debütierte er am 5. Februar 2023 (22. Spieltag) nach später Einwechslung bei einem 0:0-Unentschieden gegen Stade Reims.

## Erfolge
Peterborough United
- Zweiter der League One und Aufstieg in die Championship: 2021

AFC Bournemouth
- Zweiter der Championship und Aufstieg in die Premier League: 2022